# Antonypole – Wissous Center (stanice metra v Paříži)
Antonypole – Wissous Center je budoucí stanice na lince 18 pařížského metra, která se bude nacházet na území obce Antony v departementu Hauts-de-Seine poblíž obce Wissous v departementu Essonne.

## Poloha
Stanice bude ležet mezi stanicemi Massy Opéra a Aéroport d'Orly.
Bude sloužit jihovýchodně od Antony a vzdáleně též pro obec Wissous, pokud na jejím území nebude přímá zastávka linky. Stanice je ve skutečnosti geograficky blíže k centru města Wissous než k centru města Antony. Za tímto účelem radnice ve Wissous požádala Société du Grand Paris, aby do názvu stanice zahrnula jméno Wissous. Stanice měla prozatímní jméno Antonypole.
Město Antony spojuje výstavbu této stanice s revitalizací blízkého okolí výstavbou realitního komplexu se zhruba 3900 byty.

## Vývoj
Nástupiště bude mít hloubku 20 m. Přípravné práce začaly na konci roku 2018. Návrhem stanice byl pověřen architekt Éric Puzenat.
Současná umělkyně kanadského původu Julie C. Fortier nainstaluje dílo ve stanici ve spolupráci s architektem Éricem Puzenatem.
Hlavní přístup z hlavní budovy bude na Avenue Léon Harmel. Další přístup z hlavní budovy bude z náměstí.
Pro cestující nebudou k dispozici žádná parkovací místa, bylo ponecháno parkovací místo pro jízdní kola.